# 不韻斎
不韻斎（ふいんさい、生没年不詳）とは、江戸時代中期の京都の浮世絵師。

## 来歴
円山応挙の門人といわれる。姓名不詳。京都の人。明和（1764年 - 1772年）の末から安永（1772年 - 1781年）頃、木版墨摺絵の彩色に合羽摺を使用する方法で浮世絵の風景版画を制作した。また浮絵による作品も残している。作品として「都円山にはのけしき」、「大坂天満天神祭り」、「大内歌合之図」、「おらん陀出口のみなと」などが挙げられる。「都東山座敷の図」では、図中の衝立の中に「不韻斎画」と落款がある。なお作品は全て、京寺町通三条上ル丁・菊屋安兵衛版である。また肉筆の覗繰り絵も現存する。

## 作品
- 「うきゑきんかくじの図」 横小判 合羽摺
- 「うきゑ阿蘭陀学科図」 横間判 合羽摺
- 「大坂天満天神祭り」 横中判 合羽摺 明和末
- 「大坂住吉しほひのてい」 横中判 合羽摺 明和末 無款